# Eimeria
Eimeria, es un género de parásito coccidio, perteneciente a la familia Eimeriidae, coexisten en una multitud de aves y mamíferos domésticos. En animales jóvenes hacinados puede producir cuadros diarreicos graves y una mortalidad elevada en ausencia de tratamientos con fármacos coccidiostáticos, como el Amprolium.
Pertenece a Apicomplexa que se caracteriza por tener un complejo apical y un complejo ciclo biológico, con tres fases de reproducción. En el caso de Eimeria la fase sexual o (fase de gametogonia), se produce en el epitelio intestinal, seguida de una asexual en el medio ambiente (fase de esporogonia) y cuando los ooquistes resultantes son ingeridos por un nuevo hospedador, finalmente una tercera fase de reproducción asexual en el intestino, llamada merogonia o esquizogonia que preceda a la gametogonia, que se considera la fase "adulta".

## Especies

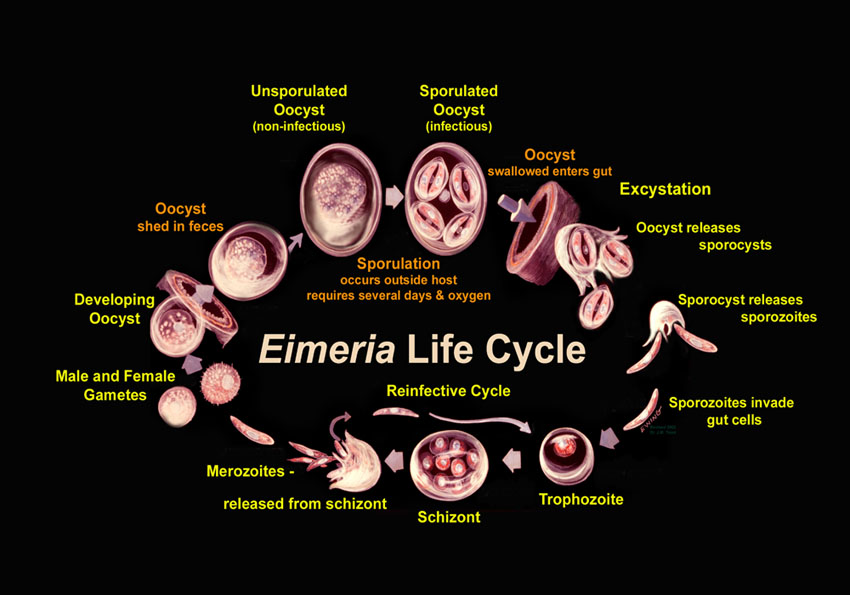
Ciclo vital de Eimeria.

Eimeria abramovi

Eimeria acervulina

Eimeria adenoides

Eimeria ahsata

Eimeria airculensis

Eimeria alabamensis

Eimeria albigulae

Eimeria alijevi

Eimeria alpacae

Eimeria amphisbaeniarum

Eimeria anatis

Eimeria anguillae

Eimeria ankarensis

Eimeria anseris

Eimeria arizonensis

Eimeria arabukosokokensis

Eimeria arnyi

Eimeria arundeli

Eimeria anseris

Eimeria arkhari

Eimeria arloingi

Eimeria aspheronica

Eimeria auburnensis

Eimeria augusta

Eimeria aurati

Eimeria aythyae

Eimeria azerbaidschanica

Eimeria bactriani

Eimeria bakuensis

Eimeria bareillyi

Eimeria baueri

Eimeria battakhi

Eimeria beckeri

Eimeria beecheyi

Eimeria berkinbaevi

Eimeria brinkmanni

Eimeria bombaynsis

Eimeria bonasae

Eimeria boschadis

Eimeria bovis

Eimeria brantae

Eimeria brasiliensis

Eimeria brevoortiana

Eimeria brinkmanni

Eimeria brunetti

Eimeria bucephalae

Eimeria bufomarini

Eimeria bukidnonensis

Eimeria burdai

Eimeria callospermophili

Eimeria californicenis

Eimeria cameli

Eimeria canadensis

Eimeria canis

Eimeria caprina

Eimeria caprovina

Eimeria carinii

Eimeria carpelli

Eimeria catostomi

Eimeria catronensis

Eimeria caviae

Eimeria cerdonis

Eimeria citelli

Eimeria chelydrae

Eimeria christenseni

Eimeria clarkei

Eimeria clethrionomyis

Eimeria coecicola

Eimeria colchici

Eimeria columbae

Eimeria columbarum

Eimeria contorta

Eimeria coturnicus

Eimeria couesii

Eimeria crandallis

Eimeria crassa

Eimeria curvata

Eimeria cylindrica

Eimeria cynomysis

Eimeria cyprini

Eimeria dammahensis

Eimeria danailovi

Eimeria danielle

Eimeria debliecki

Eimeria deserticola

Eimeria dispersa

Eimeria dolichotis

Eimeria dromedarii

Eimeria duszynskii

Eimeria ellipsoidalis

Eimeria elongata

Eimeria etheostomae

Eimeria eutamiae

Eimeria exigua

Eimeria falciformis

Eimeria fanthami

Eimeria farasanii

Eimeria farra

Eimeria faurei

Eimeria fernandoae

Eimeria ferrisi

Eimeria filamentifera

Eimeria franklinii

Eimeria fraterculae

Eimeria freemani

Eimeria fulva

Eimeria funduli

Eimeria gallatii

Eimeria gallopavonis

Eimeria gasterostei

Eimeria gilruthi

Eimeria glenorensis

Eimeria gokaki

Eimeria gonzalei

Eimeria gorakhpuri

Eimeria granulosa

Eimeria grenieri

Eimeria guevarai

Eimeria hagani

Eimeria haneki

Eimeria hasei

Eimeria hawkinsi

Eimeria hermani

Eimeria hindlei

Eimeria hirci

Eimeria hoffmani

Eimeria hoffmeisteri

Eimeria hybognathi

Eimeria ictaluri

Eimeria illinoisensis

Eimeria innocua

Eimeria intestinalis

Eimeria intricata

Eimeria iroquoina

Eimeria irresidua

Eimeria ivitaensis

Eimeria judoviciani

Eimeria kinsellai

Eimeria koganae

Eimeria kotlani

Eimeria krijgsmanni

Eimeria krylovi

Eimeria kunmingensis

Eimeria lagopodi

Eimeria lamae

Eimeria langebarteli

Eimeria larimerensis

Eimeria lateralis

Eimeria laureleus

Eimeria lepidosirenis

Eimeria leucisci

Eimeria ludoviciani

Eimeria macusaniensis

Eimeria magnalabia

Eimeria marconii

Eimeria maxima

Eimeria melanuri

Eimeria meleagridis

Eimeria menzbieri

Eimeria micropteri

Eimeria minasensis

Eimeria mitis

Eimeria monacis

Eimeria morainensis

Eimeria moronei

Eimeria mulardi

Eimeria muta

Eimeria myoxi

Eimeria myoxocephali

Eimeria natricis

Eimeria necatrix

Eimeria neitzi

Eimeria nieschulzi

Eimeria nigricani

Eimeria nocens

Eimeria nyroca

Eimeria ojastii

Eimeria ojibwana

Eimeria onychomysis

Eimeria oryzomysi

Eimeria os

Eimeria osmeri

Eimeria ovata

Eimeria ovinoidalis

Eimeria palustris

Eimeria papillata

Eimeria parvula

Eimeria pigra

Eimeria pilarensis

Eimeria pileata

Eimeria pipistrellus

Eimeria phocae

Eimeria praecox

Eimeria prionotemni

Eimeria pseudospermophili

Eimeria pulchella

Eimeria pungitii

Eimeria punonensis

Eimeria ranae

Eimeria reedi

Eimeria reichenowi

Eimeria ribarrensis

Eimeria rjupa

Eimeria rutili

Eimeria salvelini

Eimeria saitamae

Eimeria saudiensis

Eimeria separata

Eimeria schachdagica

Eimeria sevilletensis

Eimeria sinensis

Eimeria sipedon

Eimeria somateriae

Eimeria spermophili

Eimeria squali

Eimeria stiedai

Eimeria stigmosa

Eimeria striata

Eimeria subepithelialis

Eimeria surki

Eimeria tamiasciuri

Eimeria tedlai

Eimeria tenella

Eimeria truncata

Eimeria truttae

Eimeria uekii

Eimeria uniungulati

Eimeria ursini

Eimeria vilasi

Eimeria weddelli

Eimeria weybridgensis

Eimeria witcheri

Eimeria vanasi

Eimeria vermiformis

Eimeria volgensis

Eimeria wobati

Eimeria wyomingensis

Eimeria yemenensae

Eimeria yukonensis

Eimeria zuernii